# 貝爾普萊恩 (堪薩斯州)
貝爾普萊恩（英語：Belle Plaine）是一個位於美國堪薩斯州索姆奈縣的城市。

## 地方資料
根據2020年美國人口普查的數據，貝爾普萊恩的面積為2.15平方千米，當中陸地面積為2.15平方千米，而水域面積為0.00平方千米。當地共有人口1467人，而人口密度為每平方千米682.33人。